# Luis Amigó y Ferrer
Luis Amigó y Ferrer OFMCap., znany jako Luis z Massamagrell (ur. 17 października 1854 w Massamagrell, zm. 1 października 1934 w Godella) – biskup, kapucyn, założyciel Zgromadzenia Kapucynów Tercjarzy Matki Bożej Bolesnej, Czcigodny Sługa Boży.
Pierwsze nauki pobierał w szkołach Walencji i tam podjął studia wstępując do seminarium duchownego. Kiedy zdecydował się na realizację powołania do życia konsekrowanego wyjechał do Francji i tam w Bayon wstąpił do Konwent Kapucynów. Pierwsze śluby zakonne złożył 12 kwietnia 1875 roku. Sakrament święceń przyjął 29 marca 1879 roku w Santanderze. Tytularny biskup Tagasty (od 1907 r.) i biskup diecezji Segorbe (od 1913 r.).
Był założycielem Zgromadzenia Sióstr Kapucynek Tercjarek od Św. Rodziny (1885 r.) i męskiego Zgromadzenia Ojców Kapucynów Tercjarzy od Matki Boskiej Bolesnej (1889 r.), których celem działania jest chrześcijańskie wychowanie młodzieży z marginesu.
Zmarł 1 października 1934 roku w Godella, a pochowany został w rodzinnym Massamagrell. 
13 czerwca 1992 roku papież Jan Paweł II promulgował dekret o heroiczności cnót Sługi Bożego Luisa Amigó y Ferrera. W wygłoszonej homilii określił postać Luisa Amigó y Ferrera mianem „giganta życia duchowego, wzoru dla zakonników, kapłanów, założycieli i biskupów”.